# خانه موسوی
منزل موسوی مربوط به اوایل دوره پهلوی است و در مشهد، آزادی۳، کوچه شهید رامین محمدزاده، روبروی پ۷۲ واقع شده. این اثر در تاریخ ۱۲ تیر ۱۳۸۴ با شمارهٔ ثبت ۱۲۰۶۶ به‌عنوان یکی از آثار ملی ایران به ثبت رسیده‌است. اطلاعات اشتباه